# Limburg Lions
KEMBIT-Lions (Limburg Lions) ist eine Handballmannschaft in Sittard-Geleen, in der niederländischen Provinz Limburg.

## Geschichte
Der Verein entstand im Jahr 2008 durch die Fusion der Vereine HV Sittardia aus Sittard, V&L aus Geleen und HV BFC aus Beek. Die erste Mannschaft spielt in der Eredivisie, der höchsten niederländischen Spielklasse. Ab 2011 hieß der Verein – einer Vereinbarung mit dem namensgebenden Hauptsponsor entsprechend – zeitweilig OCI Lions. Nach der Saison 2024/25 werden sich die Limburg Lions vom Spielbetrieb zurückziehen.
Limburg Lions spielte in der Saison 2011/12 im EHF-Pokal, in der Saison 2012/13 im EHF Challenge Cup und in den Spielzeiten 2013/14 und 2014/15 im EHF Europa Pokal sowie 2015/16 in der EHF Champions League.